# Carolina Lindkvist
Carolina Lindkvist är före detta förbundsordförande för Vänsterns studentförbund (VSF). Hon valdes på VSF:s sjätte kongress, som genomfördes 2–3 december 2006. Hon var ledamot i förbundsstyrelsen från 2004 till 2006 samt har ett förflutet inom Ung Vänster. Hon har studerat genusvetenskap och ekonomisk historia.